# کارخانه آجر ماشینی قدس و شهرک صنع
کارخانه آجر ماشینی قدس و شهرک صنع، روستایی است از توابع بخش مرکزی شهرستان خوی استان آذربایجان غربی ایران.

## جمعیت
این روستا در دهستان رهال قرار داشته و بر اساس سرشماری سال ۱۳۸۵ جمعیت آن ۹ نفر (۷ خانوار)
بوده‌است.